# Индира Левак
Индира Левак (рођена Владић, Жупања, 15. септембар 1973) је бивша певачица групе Колонија.
Рођена је 15. септембра 1973. године у Жупањи, од оца Фрања, Хрвата и мајке Исмете, Муслиманке. Са тек навршених девет година уписала је музичку школу „Срећко Албини“ у Жупањи. Са дванаест година постаје члан „жупанијског оркестра лимене глазбе“, у коме годину дана свира кларинет. У осмом разреду основне школе оснива бенд са четири другарице - „Заувијек млади“, који се веома брзо распада, након чега Владићева мења неколико бендова. У јесен 1993. године почиње да ради у Жупанијском уреду за општу управу, када јој стиже понуда за место певачице бенда Колонија. Индира је била удата за Нарциса Мујкића.

### Спотови
као соло певачица
| Спот               | Година | Режисер                         |
| ------------------ | ------ | ------------------------------- |
| 2 лудака           | 2017.  | Сандра Михаљевић, Игор Ивановић |
| Дођи               | 2017.  | Сандра Михаљевић, Игор Ивановић |
| На крилима побједе | 2017.  | Сандра Михаљевић, Игор Ивановић |
| Истина и лаж       | 2018.  | Данијел Типура                  |
| Моје вријеме       | 2018.  | Марко Жељковић                  |
| Нисам спавала      | 2018.  | Video Bar Media Produkcija      |
| Пукни зоро         | 2019.  | Марко Жељковић                  |
| Грешка у гену      | 2019.  | Сандра Михаљевић                |
| Први се памти      | 2019.  | Сандра Михаљевић                |
| Чудо               | 2020.  | Сандра Михаљевић                |
| Искра              | 2021.  | Сандра Михаљевић                |
| Атлантида          | 2021.  | Јосип Гризбахер                 |
| Жена од титана     | 2022.  | Iva Čaisa                       |
| Лопови у тами      | 2023.  | Сандра Михаљевић                |

Са Колонијом (главни вокал)
| Спот                     | Година | Режисер        |
| ------------------------ | ------ | -------------- |
| Све је око мене гријех   | 1997.  |                |
| Нек ватре горе све       | 1997.  |                |
| Дио ње                   | 1997.  |                |
| Ватра и лед              | 1997.  |                |
| Lady Blue                | 1999.  |                |
| Док је тебе и љубави     | 1999.  |                |
| Њено име не зови у сну   | 1999.  |                |
| Deja vu                  | 2000.  |                |
| Ти                       | 2000.  |                |
| Буди ми збогом           | 2000.  |                |
| C'est La Vie             | 2004.  |                |
| За твоје снене очи       | 2001.  |                |
| На твојој страни постеље | 2002.  |                |
| Одузимаш ми дах          | 2002.  |                |
| Свјетла града            | 2002.  |                |
| Луда за тобом            | 2004.  |                |
| Пламен од љубави         | 2004.  |                |
| Нема наде                | 2005.  |                |
| Тако sexy                | 2005.  |                |
| Погледом ме скини        | 2006.  |                |
| Фјака                    | 2006.  |                |
| Мирно море               | 2008.  |                |
| Гукни голубе             | 2008.  |                |
| Заволи ме у пролазу      | 2010.  |                |
| Лажу очи моје            | 2010.  |                |
| Јача него икад           | 2010.  |                |
| Тако ти је мали мој      | 2012.  |                |
| Недодирљива              | 2012.  |                |
| Лаж за лаж               | 2012.  |                |
| Срце никад не лаже       | 2013.  |                |
| Љубавници                | 2013.  |                |
| Анђеле                   | 2013.  |                |
| Трагови                  | 2015.  |                |
| За шаку дуката           | 2015.  |                |
| Леи леи                  | 2016.  | Дарко Дриновац |
| Златни двори             | 2016.  | Дарко Дриновац |

## Фестивали
Дора, Опатија:
- У ритму љубави, (као вокал групе Colonia), четврто место, '98
- You will never break my heart, треће место, 2020.

Мелодије хрватског Јадрана, Сплит:
- Lady Blue (као вокал групе Colonia), Сребрни галеб друга награда стручног жирија, '98
- Љубав не станује ту (као вокал групе Colonia), '99
- Deja vu (као вокал групе Colonia), награда за најбољи сценски наступ, 2000.

Хрватски радијски фестивал:
- За твоје снене очи (као вокал групе Colonia), 2001.
- Одузимаш ми дах  (као вокал групе Colonia), 2002.
- C'est la vie (као вокал групе Colonia), 2003.
- Нема наде (као вокал групе Colonia), 2005.
- Лажу очи моје (као вокал групе Colonia), 2009.

CMC festival, Водице:
- Странац (као вокал групе Colonia), 2010.
- Недодирљива (као вокал групе Colonia), 2011.
- Тако ти је мали мој (као вокал групе Colonia), 2012.
- Хладна соба (као вокал групе Colonia), 2013.
- Трагови (као вокал групе Colonia), 2015.
- Искра (дует са Халидом Бешлићем), 2021.
- Жена од титана, 2022.

Загреб:
- Тврђава (као вокал групе Colonia), 2014.
- Црвени руж  (као вокал групе Colonia), 2015.